# Vrčin
Vrčin (em cirílico:Врчин) é uma vila da Sérvia localizada no município de Grocka, pertencente ao distrito de Belgrado, na região de Šumadija. Possuía uma população de 9308 habitantes segundo o censo de 2009.

## Demografia
| 1948  | 1953  | 1961  | 1971  | 1981  | 1991  | 2002  |
| ----- | ----- | ----- | ----- | ----- | ----- | ----- |
| 5 040 | 5 342 | 6 042 | 6 263 | 7 327 | 8 034 | 8 667 |